# Mahmoud Asgari e Ayaz Marhoni
Mahmoud Asgari (Khūzestān, 1989 – Mashhad, 19 luglio 2005) e 
Ayaz Marhoni (Khūzestān, 1987 – Mashhad, 19 luglio 2005) sono stati due adolescenti iraniani, impiccati nella piazza Edalat (della Giustizia) a Mashhad, Iran del nordest, il 19 luglio 2005.
Il caso ha attratto l'attenzione internazionale a causa dell'età dei ragazzi coinvolti (16 anni Mahmoud e 18 anni Ayaz) e per l'affermazione che la condanna a morte era stata pronunciata per un rapporto omosessuale consensuale.

## La vicenda
L'esecuzione è stata per la prima volta riportata in lingua inglese da OutRage!, un gruppo britannico per i diritti degli omosessuali. OutRage ha affermato che l'Iranian Students' News Agency, in un articolo on-line pubblicato il giorno dell'esecuzione, indicava come causa dell'esecuzione i rapporti omosessuali tra i due.

L'affermazione è stata contestata da Hadi Ghaem, un ricercatore iraniano della Human Rights Watch che ha detto che l'articolo pubblicato dalla ISNA era intitolato, in lingua farsi, Lavat beh Onf, che egli ha tradotto come «atti omosessuali coercitivi».
Le autorità iraniane, a seguito dell'indignazione suscitata dal caso in tutto il mondo, hanno voluto giustificarsi affermando che i due ragazzi erano stati condannati a morte perché ritenuti colpevoli di aver stuprato nel 2004 un altro ragazzo, di 13 anni, e che al momento dell'esecuzione i condannati avevano 18 e 20 anni, anziché 16 e 18.
Il 20 luglio 2005, il Consiglio nazionale della resistenza iraniana, ha rilasciato un comunicato stampa riguardande l'esecuzione, affermando, senza nessun'altra accusa o motivazione, che:
(Testo completo, in inglese)

## Reazioni nazionali
Sulla rivista Pride n°112 (ottobre 2008, pag. 16), il regista iraniano Bahman Motamedian, intervistato a Venezia da Mario Cervio Gualersi sul suo film Khastegi (Tedium), alla domanda 
 risponde 

## Reazioni internazionali
Il 22 luglio 2005, Amnesty International ha rilasciato una dichiarazione stampa affermando:
(Testo completo, in inglese.)
L'accusa che essi avessero stuprato un tredicenne ubriachi e tenendogli un coltello puntato alla gola per rubargli successivamente la bicicletta, è stata mossa dal padre della vittima, un influente "Guardiano della Rivoluzione".
A Tehran, il Premio Nobel per la pace Shirin Ebadi ha biasimato la pena di morte inflitta ai minorenni e denunciato l'affermazione del governo che i due avessero stuprato il bambino nella parte nordest dell'Iran.
Il gruppo OutRage!, ha egualmente contestato l'accusa di stupro, citando come fonti «attivisti gay e lesbiche all'interno dell'Iran, membri dell'opposizione democratica di sinistra iraniana» e anche «siti web di news pro-governative in Iran». Peter Tatchell, uno dei membri del gruppo, ha additato l'esecuzione di oltre quattromila lesbiche e gay iraniani, a partire dal 1979, come «... solo l'ultima barbarie che viene dagli islamo-fascisti in Iran».
Sia la Svezia che i Paesi Bassi hanno risposto alle esecuzioni annunciando l'immediata sospensione dell'estradizione di gay verso l'Iran. Il governo olandese ha inoltre annunciato che il Ministero degli Esteri investigherà sul trattamento di gay e lesbiche in Iran e sospenderà immediatamente l'estradizione di tutti i gay iraniani che hanno chiesto asilo politico. Gruppi per i diritti civili negli Stati Uniti, Gran Bretagna e Russia hanno inoltre chiesto l'attuazione di politiche simili.

Non tutti i gruppi, tuttavia, concordano che il caso sia di persecuzione anti-omosessuale: Paula Ettelbrick, direttore esecutivo dell'International Gay & Lesbian Human Rights Commission, ha affermato: «Non è stato un caso gay».
Tuttavia Steven Fisher, direttore delle comunicazioni della medesima associazione, ha dichiarato nella medesima occasione che è necessaria un'inchiesta per determinare la verità sull'accaduto: 
Tom Lantos, membro del Congresso americano ha, d'altra parte, definito le esecuzioni come una violazione degli obblighi iraniani nei confronti delle leggi internazionali e come un segno di pregiudizio nei confronti degli omosessuali:
(Testo completo, in inglese)

## Galleria d'immagini

Mahmoud Asgari e Ayaz Marhoni in attesa dell'esecuzione.
I due giovani condotti all'esecuzione.

## Commemorazioni
Nel giugno 2006 il gruppo britannico Pet Shop Boys ha dedicato il suo nuovo album Fundamental a Mahmoud Asgari e Ayaz Marhoni.